# NGC 1326
NGC 1326 este o galaxie lenticulară situată în constelația Cuptorul. A fost descoperită în 1837 de către John Herschel. Se află la o distanță de 16 megaparseci de Pământ.